# Heimeinkaufsvertrag
Die gemäß den Nürnberger Gesetzen als Juden angesehenen Personen, die ab 1942 nach Planung der Wannseekonferenz in das „Altersghetto“ Theresienstadt deportiert werden sollten, schlossen auf Veranlassung der Gestapo mit der Reichsvereinigung der Juden in Deutschland sogenannte Heimeinkaufsverträge ab. Darin wurde den älteren Juden die lebenslange kostenfreie Unterbringung, ihre Verpflegung und Krankenversorgung zugesagt. Neben einer errechneten Vorauszahlung wurden weitere Abgaben, Spenden und Vermögensübertragungen gefordert. Tatsächlich fanden die Deportierten in Theresienstadt überfüllte und kaum geheizte Wohnstätten, mangelhafte Ernährung und unzureichende ärztliche Versorgung vor. Die Vermögenswerte fielen später dem Reichssicherheitshauptamt (RSHA) zu.

## Jüdische Altersheime
Auf Anordnung des RSHA war die „Reichsvereinigung“ für die Organisation der jüdischen Wohlfahrtspflege und damit auch für jüdische Altersheime zuständig. Anfang 1941 wurden 150 Altersheime unmittelbar von der Berliner Zentrale oder durch die 17 Bezirksstellen und 13 jüdischen Kultusvereinigungen betrieben. Durch erzwungene Immobilienverkäufe, die eine Überbelegung nach sich zogen, und durch angeordnete Ausgabenkürzungen verschlechterte sich die Situation: Den Insassen verblieben ein Bett, ein Stuhl und ein Schrank.
Zum 1. Juli 1941 mussten alle bestehenden Verträge mit Heimeinwohnern in „Heimeinkaufsverträge“ umgestellt werden, in denen die Heimbewohner verpflichtet wurden, den Unterhalt der bedürftigen Mitinsassen mit zu finanzieren. Bei Neuaufnahme lag der Mindestbetrag bei 11.000 Reichsmark, wobei eine voraussichtliche Lebenserwartung von 85 Jahren zugrunde gelegt wurde. Dieser Betrag war in bar oder in Wertpapieren an die Reichsvereinigung zu zahlen, die als Gegenleistung Unterkunft und Verpflegung auf Lebenszeit zusagte.

## Planung für das „Ghetto Theresienstadt“
Bereits im November 1941 hatte Reinhard Heydrich den Plan gefasst, das für die Juden des Protektorats Böhmen und Mähren vorgesehene Ghetto Theresienstadt auch als „Altersheim für Juden“ aus Deutschland einzurichten. Auf der Wannseekonferenz (20. Januar) wurde dieser Plan bekräftigt und zugleich erweitert als „Vorzugslager“ für kriegsdekorierte Juden bestimmt. Am 19. Februar 1942 wurden Vorstandsmitglieder der Reichsvereinigung entsprechend unterrichtet. Die ersten Transporte in den Osten waren im September 1941 angelaufen. Es herrschte in jüdischen Kreisen große Besorgnis, wie Alte und Körperbehinderte die weite beschwerliche Fahrt und eine provisorische Unterbringung überstehen sollten. Unter diesen Umständen nahmen sie es mit Erleichterung auf, dass ein Lager in Terezín mit festen Gebäuden als besser erreichbares und klimatisch günstigeres Ziel ausgewählt worden war.

## Der „Heimeinkaufsvertrag H“
Seit Juli 1942 wurden alle bisherigen Verträge umgeschrieben in den so genannten „Heimeinkaufsvertrag H“. Darin wurde darauf hingewiesen, dass die Reichsvereinigung der Juden in Deutschland die Mittel für alle gemeinschaftlich in Theresienstadt untergebrachten Personen aufzubringen habe. Daher sei es Pflicht aller, die über Vermögen verfügten, nicht nur die Kosten der eigenen Unterbringung aufzubringen, sondern auch die Mittel zur Versorgung der Hilfsbedürftigen bereitzustellen.
Der Einkaufsbetrag wurde berechnet, indem bis zum Erreichen des 85. Lebensjahres jeder Monat mit 150 RM veranschlagt wurde. Vom Rest des Vermögens wurde eine progressiv steigende Pflichtabgabe von 25 % bis 80 % verlangt; zusätzlich wurde eine großzügige „freiwillige Spende“ erwartet. Im Vertrag war außer einer Leerzeile, um den Betrag einer Barzahlung einzufügen, eine weitere für die urkundlich vollzogene Abtretung von Vermögen wie Wertpapieren, Bankguthaben und Hypotheken vorgehalten. Ein Rechtsanspruch auf Rückzahlung beim Tode oder „bei einer Aufgehung des Vertrages aus anderen Gründen“ wurde ausgeschlossen.
Die Reichsvereinigung der Juden in Deutschland verpflichtete sich, dem Vertragspartner „auf Lebenszeit Heimunterkunft und Verpflegung zu gewähren, die Wäsche waschen zu lassen, ihn/sie erforderlichenfalls ärztlich und mit Arzneimitteln zu betreuen und für notwendigen Krankenhausaufenthalt zu sorgen.“
Die Reichsvereinigung behielt sich das Recht auf Unterbringung „auch außerhalb des Altreichs“ vor. Der Vertragspartner könne „aus einer Veränderung der gegenwärtigen Unterbringungsform“ keine Ansprüche herleiten. Bei einer körperlichen oder geistigen Erkrankung, die einen Verbleib in der Gemeinschaftsunterbringung unmöglich machte, durfte die Reichsvereinigung eine anderweitige Unterbringung veranlassen.
Im Auftrag des RSHA schrieb die Reichsvereinigung am 30. Juni 1942 an ihre Bezirksstellen: „Heimeinkaufsverträge sind abzuschließen, wenn mindestens 1000 RM Vermögen besteht.“ Die mit Nachdruck betriebene „Werbung“ wurde als Zwang empfunden. Ein Zeitzeuge nennt die Heimeinkaufsverträge „Betrugs-Verträge“ und berichtet: „Im Fall meiner Eltern, um nur ein Beispiel zu nennen, wurde gedroht: ‚…wenn Sie diesen Vertrag nicht unterzeichnen, werden Sie 'nach dem Osten' deportiert…‘“

## Realität
Die zur Deportation nach Theresienstadt ausgewählten Opfer wurden meist zwei Tage vor dem Abtransport notdürftig in einem Sammellager untergebracht. Durch einen Gerichtsvollzieher wurde ihnen eine Urkunde zugestellt, mit der ihr verbliebenes Eigentum zum „staats- und volksfeindlichen Vermögen“ erklärt und beschlagnahmt wurde. Mitarbeiter des Finanzamtes, des Wohnungsamtes und des städtischen Ernährungsamtes arbeiteten Hand in Hand und zogen Lebensmittelkarten, Rentenbescheide, Sparbücher und Wohnungsschlüssel ein. Die Gestapobeamten durchsuchten das Gepäck und die Opfer.
Viktor Klemperer schrieb in seinem Tagebuch: „Theresienstadt gilt als Vergünstigung und ist es wohl auch Polen gegenüber, trotzdem auch diese Deportation völligen Vermögensverlust und Sklaverei bedeutet. Was es in Wahrheit mit Theresienstadt auf sich hat, ob dort gehungert und gestorben oder halbwegs menschlich gelebt wird, weiß niemand genau...“
Tatsächlich verbrachten die Ankömmlinge in Theresienstadt die ersten Tage in der so genannten „Schleuse“ in ungeheizten Baracken und wurden dann in überfüllte Häuser eingewiesen, aus denen die Vorbesitzer alles entfernt hatten, was sie mitnehmen konnten. Sechs Wochen nach ihrer Ankunft waren rund ein Viertel der geschwächten Alten an Mangelernährung, Kälte oder Krankheit durch mangelhafte hygienische Bedingungen gestorben. Später konnte „eine Veränderung der gegenwärtigen Unterbringungsform“ die Deportation ins Vernichtungslager Auschwitz bedeuten. So hatte der Hamburger Rechtsanwalt und Konsulent Dr. Ernst Kaufmann für den Heimeinkaufsvertrag 13.534 RM bezahlt und war am 9. Juni 1943 nach Theresienstadt deportiert worden, kam aber schon am 9. Oktober 1943 nach Auschwitz und wurde dort ermordet.
Wahrscheinlich wurden 42.000 deutsche Juden nach Theresienstadt transportiert, von denen 20.000 starben und 16.000 nach Auschwitz weitergeschickt und ermordet wurden.

## Ausplünderung
Nach der „11. Verordnung zum Reichsbürgergesetz“ vom 25. November 1941 verlor ein Jude beim Verlassen des Reichsgebietes seine deutsche Staatsangehörigkeit; zugleich verfiel sein Vermögen dem Deutschen Reich. Die Verwaltung und Verwertung des eingezogenen Vermögens wurde Aufgabe des Berliner Oberfinanzpräsidenten. Die „Elfte Verordnung“ traf jedoch nicht auf die Transporte nach Theresienstadt zu, da das Reichsprotektorat Böhmen und Mähren nicht als Ausland galt. Daher wurde hier jeweils eine Einzelfallentscheidung erforderlich, um entsprechend dem Gesetz über die Einziehung volks- und staatsfeindlichen Vermögens von 1933 das jüdische Eigentum als „volks- und staatsfeindliches“ Vermögen formaljuristisch „legal“ einziehen zu können. Auch diese Vermögenswerte fielen dem Reichsfinanzministerium zu und waren dem Zugriff des RSHA entzogen. Dieses war daher bestrebt, die in Theresienstadt entstehenden Kosten anderweitig abzudecken, Teile des Vermögens vorher an sich zu bringen und Gewinne zu erwirtschaften.
Für Einzahlungen zugunsten der Reichsvereinigung wurde ein „Sonderkonto H“ beim Berliner „Bankhaus von Heinz, Tecklenburg und Co.“ eingerichtet, auf welches das RSHA zugreifen konnte. Die erwartete Vorauszahlung beim Heimeinkauf betrug einerseits 150 RM je Monat; für die monatliche Verpflegung hingegen wurde dann im Jahre 1943 pro Person nur 11,13 RM aufgewendet.
Nach der 11. Verordnung zum Reichsbürgergesetz konnte das Reichssicherheitshauptamt (RSHA) nicht mehr auf das Vermögen der Juden zugreifen und richtete deshalb zur weiteren Vermögensabschöpfung das „Sonderkonto W“ ein. In einem internen Protokoll vom 6. März 1942 heißt es, es werde „gebeten, die Juden in nächster Zeit zu erheblichen ‚Spenden‘ für das Konto ‚W‘ anzuhalten. Bisher seien anscheinend durch das Mißverständnis, daß den Juden der Fond unmittelbar zugute komme, wenig Beträge eingegangen.“
Durch die Heimeinkaufsverträge kamen nachweislich mindestens 109 Millionen RM zusammen; vermutlich lag der Gesamtwert der in diesem Zusammenhang eingesammelten Vermögenswerte bei 400 Millionen RM. Die Reichsvereinigung der Juden in Deutschland wurde am 10. Juni 1943 aufgelöst; ihr Vermögen und der von ihr verwaltete Immobilienbesitz gingen an das RSHA über.

## Heimeinkaufsverträge in der Literatur
In ihrem 1949 erschienenen Roman Die Todgeweihten schildert die Hamburger Autorin Berthie Philipp ihre Erfahrungen mit Heimeinkaufsverträgen, Deportation, Leben in Theresienstadt und ihre persönliche Rettung.

## Wiedergutmachung
Im Rahmen der deutschen Wiedergutmachungspolitik nach dem Zweiten Weltkrieg sah das Bundesentschädigungsgesetz (BEG) neben der Reichsfluchtsteuer, der Dego-Abgabe und der Judenvermögensabgabe auch die Kosten aus der Aufzwingung eines Heimeinkaufsvertrages als entschädigungspflichtige verfolgungsbedingte Sonderabgabe an (§ 59 BEG). 
Im Gegensatz zur westlichen Entschädigung gab es – von Ausnahmen abgesehen – in der DDR keine Rückerstattung von Vermögen oder Immobilien. Der SED-Politiker Paul Merker wurde im März 1955 vom Obersten Gericht der DDR zu acht Jahren Zuchthaus verurteilt, weil er sich für Entschädigungszahlungen an Überlebende des Holocaust und für die Rückerstattung „arisierten“ Eigentums ausgesprochen hatte. Die ablehnende Haltung der DDR in Entschädigungsfragen wurde  nach der Wiedervereinigung mit Zahlungen aus dem sog. Artikel-2-Fonds (Härtefonds für jüdische Verfolgte) zugunsten von Geschädigten, die bis dahin von Leistungen nach dem BEG ausgeschlossen waren, überwunden.

## Belegstellen
1. 1 2  Susanne Willems: Der entsiedelte Jude. Edition Hentrich, Berlin 2002, ISBN 3-89468-259-0, S. 395.
2. ↑  Beate Meyer (Hrsg.): Die Verfolgung und Ermordung der Hamburger Juden 1933–1945. Geschichte, Zeugnis, Erinnerung. Landeszentrale für politische Bildung, Hamburg 2006, ISBN 3-929728-85-0, S. 70.
3. ↑  Beate Meyer (Hrsg.): Die Verfolgung und Ermordung der Hamburger Juden 1933–1945. Geschichte, Zeugnis, Erinnerung. Landeszentrale für politische Bildung, Hamburg 2006, ISBN 3-929728-85-0, S. 71.
4. ↑  Als Dokument gedruckt in: Heiko Morisse: Jüdische Rechtsanwälte in Hamburg. Ausgrenzung und Verfolgung im NS-Staat (= Hamburger Beiträge zur Geschichte der deutschen Juden. Bd. 26). Christian, Hamburg 2003, ISBN 3-7672-1418-0, S. 69, sowie in Norbert Haase, Stefi Jersch-Wenzel, Hermann Simon (Hrsg.): Die Erinnerung hat ein Gesicht. Fotografien und Dokumente zur nationalsozialistischen Judenverfolgung in Dresden 1933–1945 (= Schriftenreihe der Stiftung Sächsische Gedenkstätten zur Erinnerung an die Opfer Politischer Gewaltherrschaft. Bd. 4). Bearbeitet von Marcus Gryglewski. Kiepenheuer, Leipzig 1998, ISBN 3-378-01026-6, S. 171. Zum Zeitpunkt siehe Susanne Willems: Der entsiedelte Jude. Edition Hentrich, Berlin 2002, ISBN 3-89468-259-0, S. 410.
5. ↑  Susanne Willems: Der entsiedelte Jude. Edition Hentrich, Berlin 2002, ISBN 3-89468-259-0, S. 409.
6. ↑  Diese Angabe geht nicht aus dem Vertragstext hervor. Belegt bei Hans G. Adler: Die verheimlichte Wahrheit. 1958, S. 763.
7. ↑  Hans G. Adler: Die verheimlichte Wahrheit. 1958, S. 49.
8. ↑   hagali-forum (Memento des Originals vom 12. Februar 2005 im Internet Archive)  Info: Der Archivlink wurde automatisch eingesetzt und noch nicht geprüft. Bitte prüfe Original- und Archivlink gemäß Anleitung und entferne dann diesen Hinweis. (Abgerufen am 8. Dezember 2006)
9. ↑  Urkunde abgedruckt bei Hans G. Adler: Die verheimlichte Wahrheit. 1958, S. 61. Inhalt auch im Schnellbrief des RIM in: Walther Hofer (Hrsg.): Der Nationalsozialismus. Dokumente 1933–1945 (= Fischer-Taschenbücher 6084 Bücher des Wissens). Original-Ausgabe, überarbeitete Neuausgabe, 869.–950. Tausend. Fischer-Taschenbuch-Verlag, Frankfurt am Main 1982, ISBN 3-596-26084-1, S. 298 f.
10. ↑  Viktor Klemperer: Ich will Zeugnis ablegen bis zum letzten. Tagebücher. Band 2: 1942–1945. 2. Auflage. Aufbau-Verlag, Berlin 1995, ISBN 3-351-02340-5, S. 393: 12. Juni 1943.
11. ↑  Heiko Morisse: Jüdische Rechtsanwälte in Hamburg. Ausgrenzung und Verfolgung im NS-Staat (= Hamburger Beiträge zur Geschichte der deutschen Juden. Bd. 26). Christian, Hamburg 2003, ISBN 3-7672-1418-0, S. 68.
12. ↑  Beate Meyer (Hrsg.): Die Verfolgung und Ermordung der Hamburger Juden 1933–1945. Geschichte, Zeugnis, Erinnerung. Landeszentrale für politische Bildung, Hamburg 2006, ISBN 3-929728-85-0, S. 72.
13. ↑  Anmerkung: Das jüdische „Bankhaus A. E. Wassermann“ wurde nach der Arisierung in „Bankhaus von Heinz, Tecklenburg und Co.“ umbenannt – vgl. Peter Alfons Steiniger#Werdegang bis zum Kriegsende.
14. ↑   Hans G. Adler: Die verheimlichte Wahrheit. 1958, S. 54.
15. ↑  „W“ stand für „Wanderung“ - siehe  Susanne Heim (Bearb.): Die Verfolgung und Ermordung der europäischen Juden durch das nationalsozialistische Deutschland 1933–1945 (Quellensammlung). Band 6: Deutsches Reich und Protektorat Böhmen und Mähren Oktober 1941–März 1943. Berlin 2019, ISBN 978-3-11-036496-5, S. 34.
16. ↑  Dokument VEJ 6/83  in:Susanne Heim (Bearb.): Die Verfolgung und Ermordung... Band 6: Deutsches Reich und Protektorat Böhmen und Mähren Oktober 1941–März 1943. Berlin 2019, ISBN 978-3-11-036496-5, S. 299.
17. ↑  Hans G. Adler: Die verheimlichte Wahrheit. 1958, S. 51.